# La Palma de Ebro
La Palma de Ebro (oficialmente y en catalán La Palma d'Ebre) es un municipio y localidad española de la provincia de Tarragona, en la comunidad autónoma de Cataluña. El término municipal, ubicado en la comarca de Ribera de Ebro, tiene una población de 335 habitantes (INE 2024).

## Geografía
El municipio está situado al norte de la comarca de Ribera de Ebro, en el límite con la de El Priorato. El nombre del lugar puede encontrarse mencionado con las variantes La Palma de Ebro,Palma de Ebro o La Palma d'Ebre, nombre oficial.

## Historia
Hasta la reforma de la nomenclatura municipal de 1916 el municipio se llamaba simplemente La Palma. En dicha fecha su nombre fue modificado por el de La Palma de Ebro.

## Demografía
Cuenta con una población de 335 habitantes (INE 2024).
| Gráfica de evolución demográfica de La Palma de Ebro entre 1842 y 2021 |
| |
| Población de derecho según los censos de población del INE Población de hecho según los censos de población del INEEn estos censos se denominaba La Palma: 1842, 1857, 1860, 1877, 1887, 1897, 1900 y 1910 En estos censos se denominaba La Palma de Ebro: 1920, 1930, 1940, 1950, 1960, 1970 y 1981 |

| 1900 | 1930 | 1950 | 1970 | 1981 | 1986 | 2022 |
| ---- | ---- | ---- | ---- | ---- | ---- | ---- |
| 989  | 890  | 707  | 613  | 488  | 906  | 341  |